# Monte dell'Ara-Valle Santa
Monte dell'Ara-Valle Santa, o anche semplicemente Valle Santa, è una frazione di Roma Capitale (zona "O" 67), situata in zona Z. XLVIII Casalotti, nel territorio del Municipio Roma XIV (ex Municipio Roma XIX).
Sorge tra il decimo e il dodicesimo km di via di Boccea.